# Museo nazionale dell'Eritrea
Il museo nazionale dell'Eritrea è un museo situato ad Asmara, capitale dell'Eritrea. 
Il museo venne fondato su iniziativa di Uoldeàb Uoldemariàm e inaugurato il 1º febbraio 1992, inizialmente allestito presso l'ex palazzo del governatore. Nel 1997 il museo venne trasferito nell'attuale collocazione posta nell'ex scuola femminile delle suore comboniane.
Scopo dell'istituzione museale è la promozione della storia eritrea sia a livello nazionale che internazionale. Il museo coordina le ricerche nei nuovi siti archeologici e gli studi storici del paese. Nel 1996 il governo nazionale ha proposto all'UNESCO la candidatura di sei siti patrimonio dell'umanità: Adulis, Dahlak Kebir, Matara, Nacfa e Qohaito.

## Esposizione
Il museo ospita un'esposizione suddivisa in diverse sezioni, relative alla paleontologia e preistoria, archeologia e storia medievale, all'etnografia e alla storia naturale dell'Eritrea. La parte etnografica presenta una collezione proveniente dalle nove diverse etnie che abitano il paese: tigrini, tigrè, afar, hidareb, nara, cunama, saho, rashaida e bilen. Altresì presente una collezione di dipinti che raccontano la storia dell'Eritrea, dal periodo tribale all'epoca coloniale, fino alla guerra e all'indipendenza.

## Galleria d'immagini

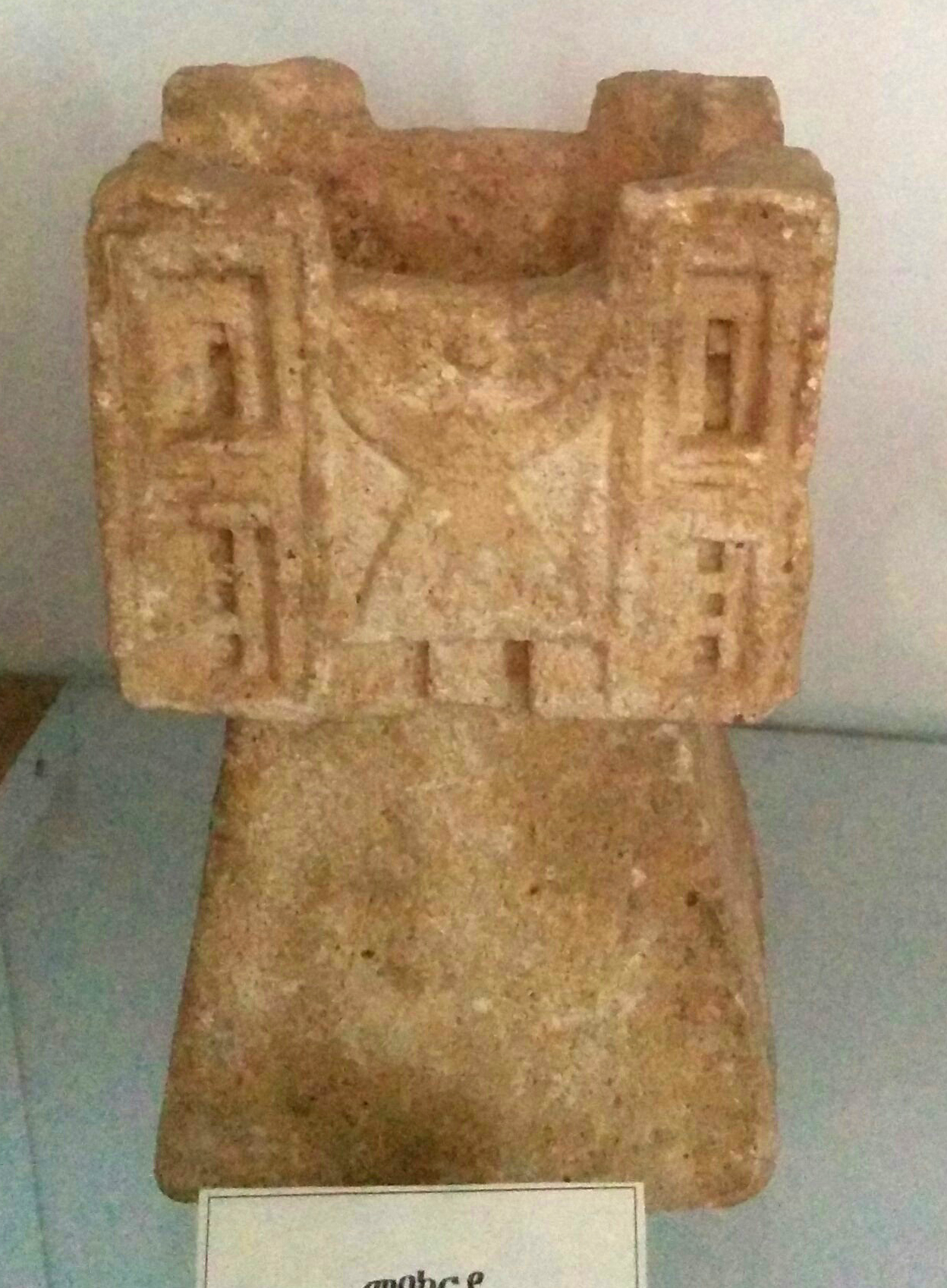
Incensiere arabo preislamico (I° millennio a.C.)
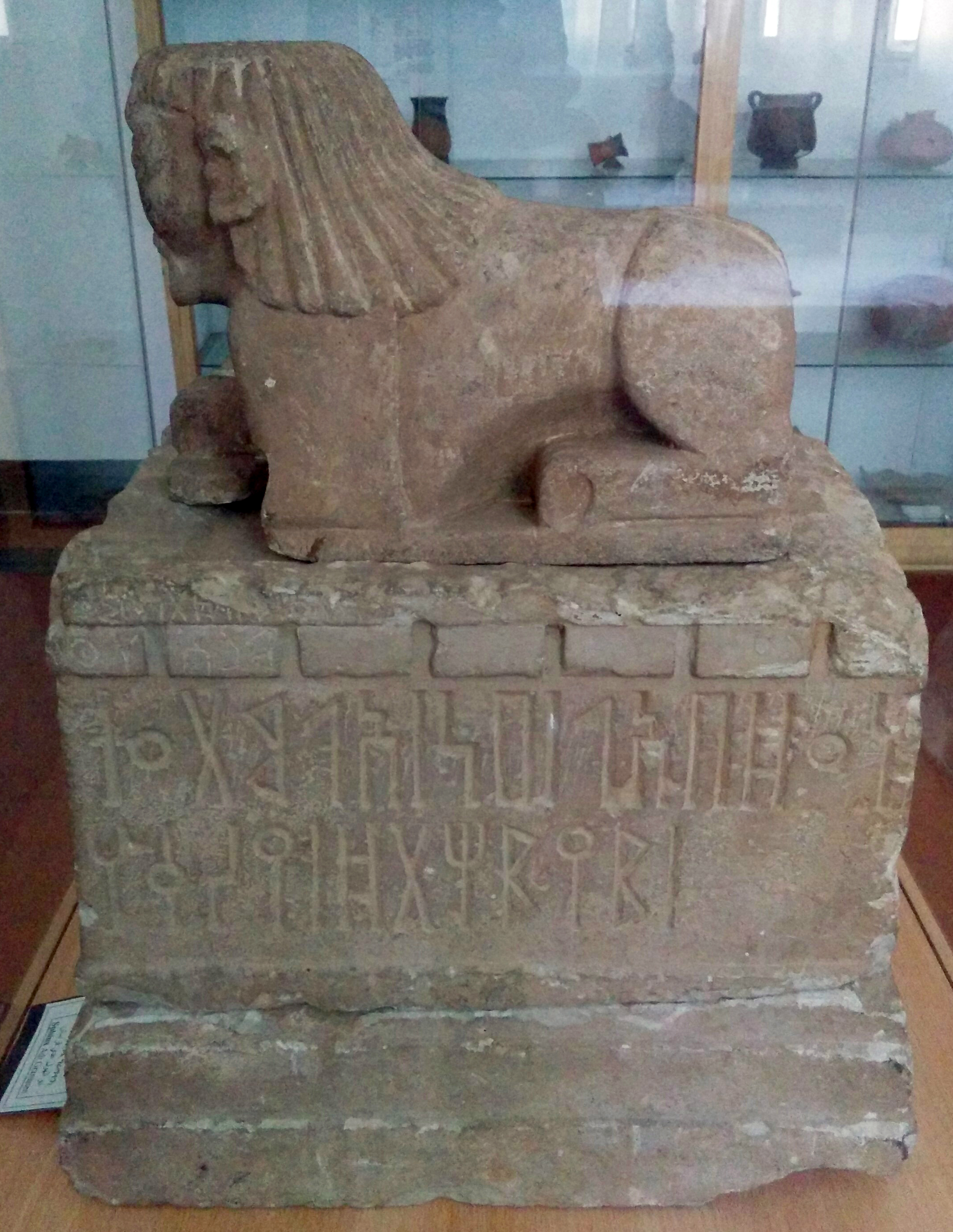
Sfinge di Adi Gramaten
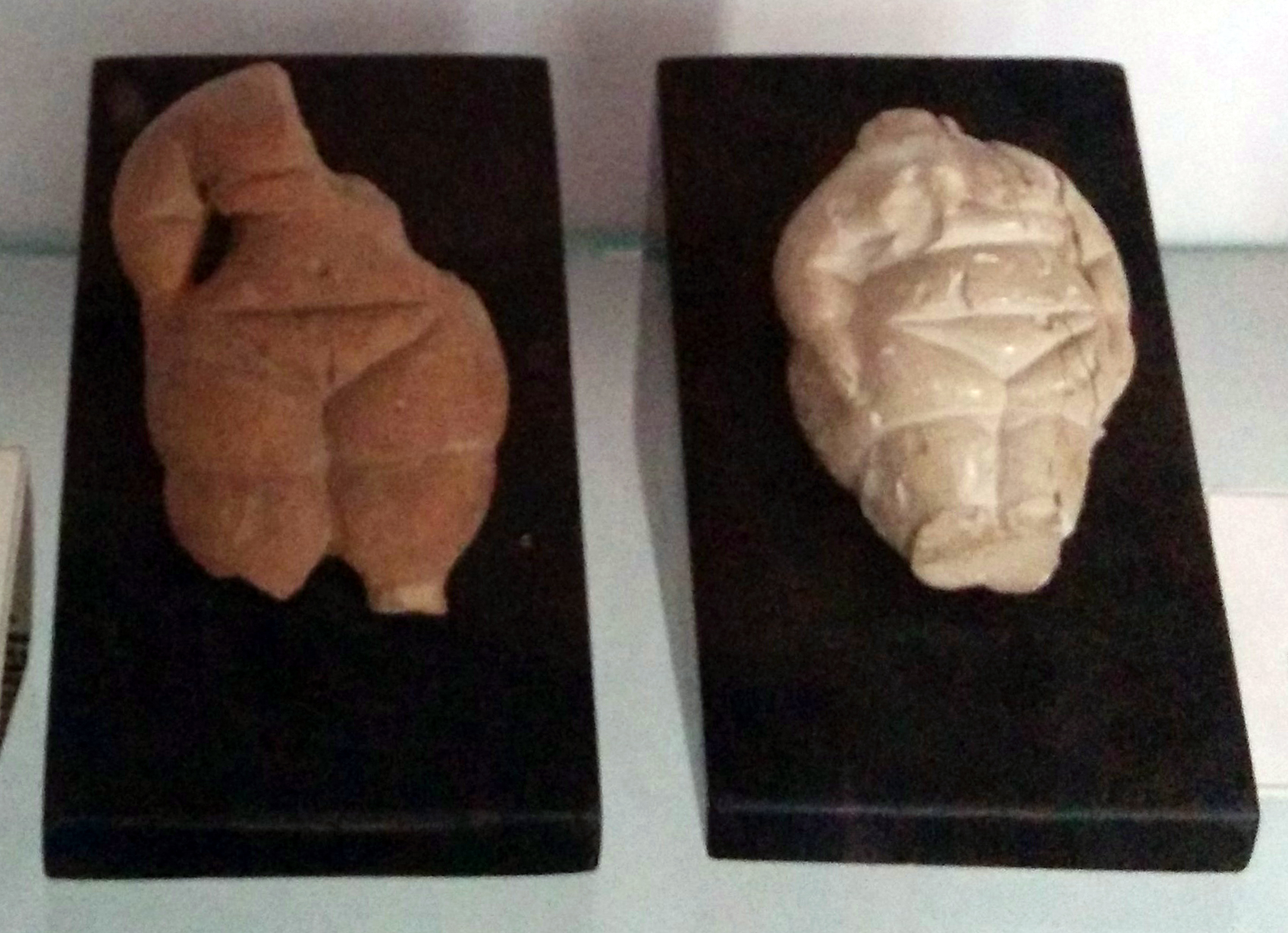
Veneri di Adulis
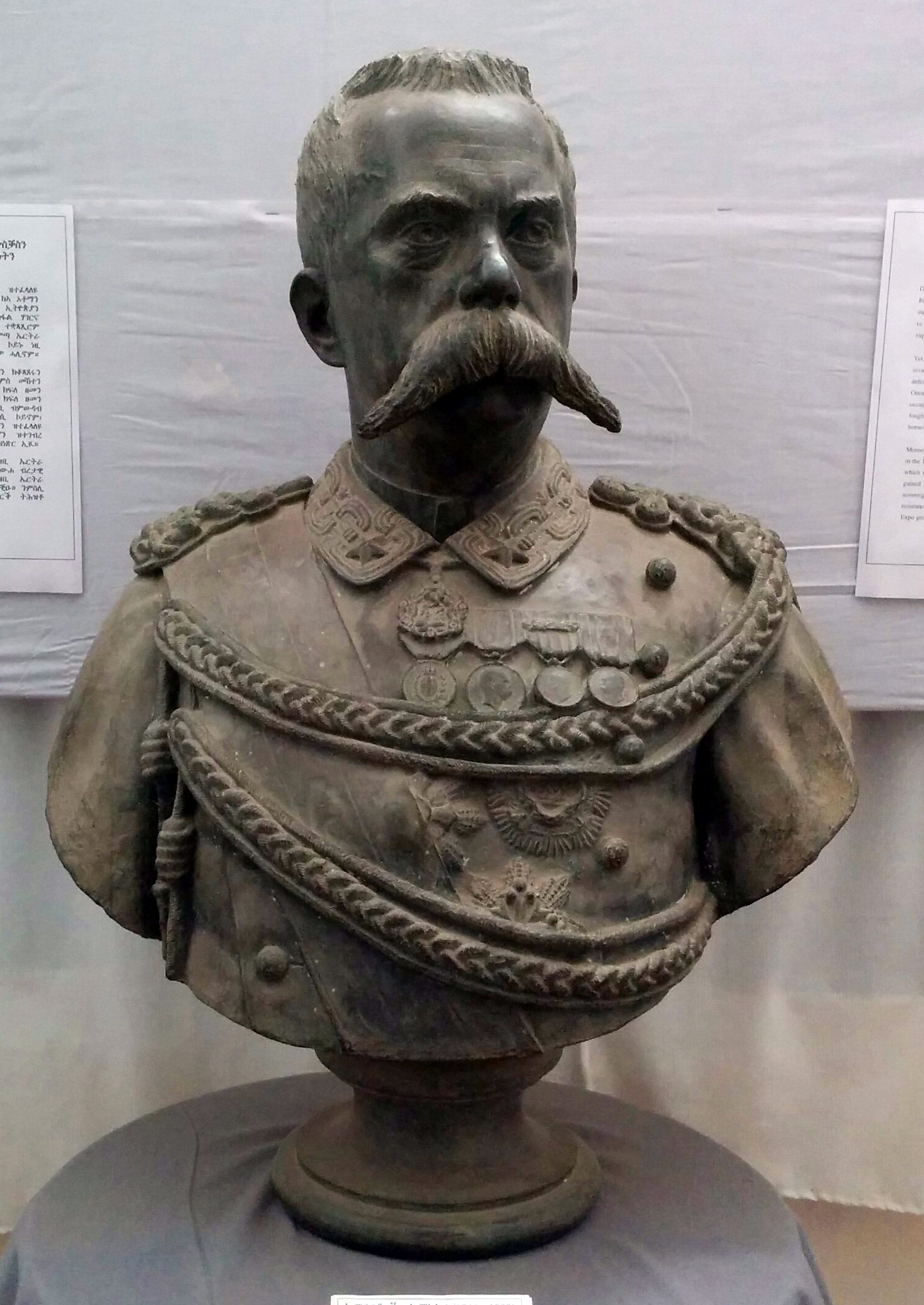
Busto di re Umberto I